# Wikipedia in serbo
La Wikipedia in serbo (Википедија на српском језику, Vikipedija na srpskom jeziku), spesso abbreviata in sr.wikipedia o sr.wiki, è l'edizione in lingua serba dell'enciclopedia online Wikipedia. Questa edizione ebbe inizio ufficialmente il 16 febbraio 2003.

## Statistiche
La Wikipedia in serbo ha 708 571 voci, 4 203 378 pagine, 447 374 utenti registrati di cui 2 104 attivi, 14 amministratori e una "profondità" (depth) di 174 (al 5 luglio 2025).
È la 23ª Wikipedia per numero di voci e, come "profondità", è la 15ª fra quelle con più di 100.000 voci (al 5 luglio 2025).

## Cronologia
- luglio 2004 — supera le 1000 voci
- 24 marzo 2005 — supera le 10.000 voci
- 22 agosto 2007 — supera le 50.000 voci
- 20 novembre 2009 — supera le 100.000 voci ed è la 29ª Wikipedia per numero di voci
- 20 novembre 2011 — supera le 150.000 voci ed è la 28ª Wikipedia per numero di voci
- 6 luglio 2013 — supera le 200.000 voci ed è la 30ª Wikipedia per numero di voci
- 3 novembre 2014 — supera le 300.000 voci ed è la 24ª Wikipedia per numero di voci
- 11 gennaio 2018 — supera le 400.000 voci ed è la 26ª Wikipedia per numero di voci
- 14 gennaio 2018 — supera le 500.000 voci ed è la 20ª Wikipedia per numero di voci
- 16 gennaio 2018 — supera le 600.000 voci ed è la 17ª Wikipedia per numero di voci
- 30 dicembre 2025 — supera le 700.000 voci ed è la 22ª Wikipedia per numero di voci